# 有元志保
有元 志保（ありもと しほ、1980年 - ）は、日本のイギリス文学者。博士（人間・環境学）（京都大学・2011年）。静岡県立大学短期大学部講師。

## 来歴
1980年、岡山県生まれ。2003年京都大学総合人間学部国際文化学科卒業。
博士論文「The nostalgia for impossible things : William Sharp's pursuit of an alternative in his life and in his works」 により、京都大学大学院人間・環境学研究科共生文明学専攻博士後期課程修了、博士（人間・環境学）。
東洋大学非常勤講師、2013年立教大学文学部助教 を経て、2015年10月、静岡県立大学短期大学部講師（一般教育等）。

## 研究
専門はイギリス文学。具体的には、ウィリアム・シャープについての研究に従事していた。
シャープは19世紀にスコットランドで生まれた男性だが、男性名である「ウィリアム・シャープ」を名乗って作家、批評家として活動するとともに、女性名である「フィオナ・マクラウド」を名乗ってケルトに纏わる幻想小説や随筆を発表していた。このシャープの作品について調査、分析し、その成果を学術書として上梓している。この業績が高く評価され、2012年9月30日、日本カレドニア学会学術奨励賞を受賞。
また、シャープの研究だけにとどまらず、19世紀以降のイギリスやアメリカ合衆国において男性作家が女性筆名を使用していた事例についても、幅広く研究していた。さらに、イギリスにおける幻想文学についても研究しており、東雅夫と下楠昌哉が編纂する専門書の分担執筆も手掛けていた。

## 所属学会
- 日本カレドニア学会[2]
- 日本英文学会
- 日本比較文学会

## 賞歴
- 2012年 日本カレドニア学会学術奨励賞[6]

## 著作

### 単著
- 有元志保著『男と女を生きた作家――ウィリアム・シャープとフィオナ・マクラウドの作品と生涯』国書刊行会 2012年、ISBN 9784336054807

### 分担執筆、寄稿、等
- 文学と評論社編『ロマンティシズム――英米文学の視点から』英潮社 2007年、ISBN 9784268004215
- 日本カレドニア学会創立50周年記念論文集編集委員会編『スコットランドの歴史と文化』明石書店 2008年、ISBN 9784750327532
- 木村正俊編『スコットランド文学――その流れと本質』開文社出版 2011年、ISBN 9784875710585
- 東雅夫・下楠昌哉責任編集『幻想と怪奇の英文学』春風社 2014年、ISBN 9784861104046
- 東雅夫・下楠昌哉責任編集『幻想と怪奇の英文学2』春風社 2016年、ISBN 9784861105166

## 関連人物
- 木村正俊
- 下楠昌哉
- 東雅夫